# Førde
Førde é uma comuna da Noruega, com 590 km² de área e 11 104 habitantes (censo de 2004).         